# جاك مكارثر
جاك مكارثر (بالإنجليزية: Jack McArthur)‏ هو لاعب كرة قدم أمريكية أمريكي، (ولد في أكامبو، كاليفورنيا، في الولايات المتحدة 1902  م).

## وصلات خارجية
- جاك مكارثر على موقع مرجع كرة القدم المحترفة.كوم (الإنجليزية)